# Мулонготи, Майк
Майк Мулонготи (англ. Mike Mulongoti; 3 августа 1951 — 2 мая 2019, Лусака, Замбия) — замбийский политик и государственный деятель. Министр информации и министр снабжения Замбии.

## Биография
После получения степени магистра в области делового администрирования, он присоединился к Движению за многопартийную демократию, после чего занял пост заместителя министра обороны Замбии. Впоследствии он был одним из 22 человек в правительстве, выступивших против изменений в Конституции, позволяющих Фредерику Чилубе избраться на третий президентский срок подряд, за это Мулонготи лишился своего поста. Мулонготи был одним из основателей Форума за демократию и развитие.
Позже Мулонготи был назначен министром информации и телерадиовещания и министром работ и снабжения при президентах Леви Мванавасе и Рупии Банде. На посту министра снабжения он способствовал гражданской конфискации почти 60 миллионов долларов, украденных во время правления Фредерика Чилубы. Эти деньги были использованы для модернизации больниц.
В 2018 году у него был диагностирован рак. 2 мая 2019 Маук Мулонготи скончался, вернувшись в Лусаку, после лечения в ЮАР.